# Lophosteidae
Unter der Familie Lophosteidae sowie der monotypischen Ordnung Lophosteiformes werden fragmentarische Fischfossilien zusammengefasst, die auf der estnischen Insel Saaremaa in der Ostsee und in Australien gefunden wurden. Die Saaremaafunde sind die erdgeschichtlich frühesten Fossilien von Knochenfischen, die bisher bekannt sind. Sie stammen aus dem späten Silur. Es handelt sich lediglich um isolierte Zähne, Schuppen und einzelne Knochen.

## Merkmale
Die Zähne sind konisch mit einer großen Zentralhöhle. Ihnen fehlen die abgesetzten enameloliden Zahnkappen (Acrodin), die bei den Zähnen fast aller Strahlenflossern (Actinopterygii) auftreten. Möglicherweise saßen sie ohne Zahnwurzel direkt auf den Kieferknochen.
Die Schuppen sind rechteckig oder rhombisch. Ihnen fehlt die Ganoinschicht, eine zahnschmelzartige Substanz, die als irisierend glänzender, dicker Überzug die Schuppen (Ganoidschuppen) späterer primitiver Strahlenflossern bedeckt.
Das Cleithrum (ein Teil des Schultergürtels), nur ein teilweise erhaltenes ist bekannt, ist ähnlich dem von Cheirolepis, einem frühen Strahlenflosser.

## Systematik
Aus den spärlichen Überresten wurden zwei Gattungen beschrieben, Andreolepis und Lophosteus. Da noch keine zusammenhängenden Fischreste oder intakte Fische gefunden wurden, kann bisher nicht entschieden werden, ob die Lophosteiformes den Strahlenflossern oder den Fleischflossern (Sarcopterygii) zuzuordnen sind. In der neusten Auflage von Fishes of the World, einem Standardwerk zur Fischsystematik wird, das Taxon nicht mehr verwendet.